# 莊培初
莊培初（1916年—2009年），筆名青陽哲、嚴墨嘯、庄訊濃，於大正5年生於今佳里區營頂。他是日治時期鹽分地帶文學作家群之中，相當重要的一位詩人，也被後人列入北門七子。

## 生平事跡
就讀州立台南一中（今台南二中），曾任《台灣新民報》、《台灣日日新報》等報的社會部記者。昭和10年台灣文藝聯盟佳里支部成立，莊培初成為該會會員，與王登山、林精鏐、郭水潭、吳新榮等人積極創作投稿，分別在分別在當時的文藝刊物《台灣文藝》、《台灣新文學》、《台灣文學》、《文藝台灣》等，以及《台灣新民報》、《台灣新聞》、《台南新報》發表作品，有〈一個女性的畫像〉、〈冬月〉、〈冬晴〉、〈壺〉等詩作問世，可惜作品不曾集結出版。文學活動的參與方面，除了台灣文藝聯盟佳里支部所辦的活動，2011年時可知的，還有：1941年9月7日莊培初應吳新榮的邀請，與郭水潭、林芳年、王登山、王碧蕉、陳岸、黃清澤等人開歡迎會，招待來訪的張文環、黃得時、王井泉、巫永福、陳逸松，以及楊逵。
戰後，莊培初「為保持祖先遺下來的田地曾當過一段農夫生活」，之後從商遠離文學創作，不願與任何人談論自身過往的文學活動，即使後來鹽分地帶文藝營開辦以後，情況也是如此。莊培初不願與任何人談論自身過往文學活動的原因，由於欠缺個人說法，迄今仍是個謎，究竟是個人因素還是戰後二二八事件與白色恐怖的刺激，莫衷一是。

## 主要作品
- 主要作品：莊培初的文學創作幾乎是在日治時期完成，戰後不僅遠離文壇，而且罕有文學活動與創作，因此絕大部份作品是在日治時期創作。〈一個女性的畫像〉、〈冬月〉、〈冬晴〉、〈壺〉、〈一片感傷〉、〈想著〉等作是他幾篇被伙伴及後人記住的詩作，另有小說〈鄙地世俗事〉。可惜這些作品，目前尚未被集結出版，因此除了林芳年、郭水潭等文友，以及少數的研究者，社會大眾無緣一睹其作品風采。
- 目前(2011/6/29)可知的刊載情況，有：〈一個女性的畫像〉發表在《台灣文藝》(※但是提到此事的林芳年卻沒有註明報紙的年份與日期)(※1982年出版《廣闊的海》羊子喬、陳千武編有收錄，上面寫到「載於台灣新聞，一九三五年」)；1936年2月的《台灣文藝》刊載了莊培初的〈冬月〉、〈冬晴〉、〈壺〉等作品。[4]

- 評價：對於他的作品，文友及研究者均有正面的評價。
  - 文友之一的林芳年，曾在民國71年(第4屆)鹽分地帶文藝營文學展評論裡說：「莊培初的作品措辭優美、構造完璧，有極生動的詩情，給人像誦讀外國名家詩朵一樣的感覺；的確，莊培初的詩甚有奇特之處，他在鹽分地帶文學同仁中，是一位極被器重的人物，可惜因光復之後熱中商場，已經挽不回他回來文壇的心了。」[5]
  - 當地的後輩作家羊子喬曾評論說：「從莊培初這首〈有一天早晨的感情〉詩中，我們可以發現寫作技巧凝練了，寫作內容擴張了，在抒寫個人的觀感上，亦受到西洋文學作品的影響，大概莊培初的英文能力不錯所致吧。」[5]
  - 佳里區中山公園文學步道碑文上的評語：「1935年與林芳年創刊《易多那》文學雜誌。創作以新詩為主，間及小說、評論。其詩作受西方詩人創作理論影響，抒寫個人浪漫情感，追求純文學創作，重視寫作技巧。終戰之後，全盤放棄寫作，在台南從事貿易工作，絕口不談文學。」[5]。

## 作品的發表與出版
- 目前為止(2011/6/29)，要讀到莊培初的作品，需要去翻閱日治時期台灣文藝刊物、報紙及其影印、複刻本，或者是透過林芳年、羊子喬、黃勁連等人的轉引，還有羊子喬、張恒豪所編的《光復前台灣文學全集》。
- 目前為止(2011/6/21)，使用「全國圖書書目資訊網」搜尋，查無作品出版。
- 目前為止(2011/6/22)，使用「台灣期刊論文索引系統」搜尋，沒有找到莊培初在1945年以後所撰寫、翻譯的文章。
- 以「青陽哲」為筆名，所寫的日文詩作〈想著〉、〈一片傷感〉、〈有一天早晨的感情〉，戰後由台灣詩人陳千武翻譯成中文，之後被收錄在陳明台主編的《陳千武譯詩選集》裡。[6]。
- 在1982年羊子喬、陳千武編的《廣闊的海》當中，有收錄「青陽哲」為筆名的詩作〈有一天早晨的感情〉、〈一片傷感〉、〈想著〉、〈一個女性的畫像〉、〈冬月〉、〈冬晴〉、〈壺〉，(遠景出版，1982)

## 延伸閱讀
- 相關研究與介紹：
  - 許獻平，〈鹽分地帶新文學拓荒者—北門七子〉，民國94年9月的《南瀛文獻》，頁146~173。
  - 羊子喬，〈戰前的台灣新詩〉，民國89年10月的《國文天地》，頁16~25。

- 博碩士論文：
  - 莊曉明，《日治時期鹽分地帶詩人群和風車詩社詩風之比較研究》，國立台北教育大學台灣文化研究所，2008年碩士論文。
  - 蔡惠甄，《鹽窩裡的靈魂—北門七子文學研究》，私立佛光大學文學系，2008年碩士論文。
  - 王秀珠，《日治時期鹽分地帶詩作析論—以吳新榮、郭水潭、王登山為主》，國立高雄師範大學國文教學碩士班，2004年碩士論文。

## 外部連結
- 走讀佳里之美>社區介紹>文學家莊培初
- 台南縣本土教學資源網-南瀛探索電子書>新文學